# 陳孟京
陳孟京，《明清进士题名碑录索引》作陳位京，江西泰和县人，明朝政治人物、進士出身。

## 生平
永樂四年，登進士。后選為翰林院庶吉士，編撰永樂大典。